# Abaetetuba
Abaetetuba, amtlich portugiesisch Município de Abaetetuba, ist eine Stadt im brasilianischen Bundesstaat Pará. Sie ist ein Hafen am rechten Ufer der Baía de Marajó und liegt 60 km südwestlich von Belém.
Im Volkszählungsjahr 2010 hatte sie 141.100 Einwohner, die zum 1. Juli 2021 auf 160.439 Personen geschätzt wurden, die auf einer Gemeindefläche von rund 1610,7 km² leben und Abaetetubenser genannt werden. Die Bevölkerungsdichte liegt rechnerisch bei 88 Personen pro km², über 58 % der Bevölkerung konzentriert sich jedoch auf den urbanen Bereich. Sie steht an siebenter Stelle der 144 Munizips des Bundesstaates.
Die Universidade Federal do Pará (UFPA) unterhält in Abaetetuba einen Campus.

## Toponym
„Abaetetuba“ entstammt den Tupí-Guaraní-Sprachen und bedeutet „Gruppe der wahren Männer“.

## Geschichte
1724 wurde an einem geschützten Bereich der Insel Sirituba eine erste Siedlung errichtet. Es unterstand im 18. und 19. Jahrhundert der Hauptstadt Belém und hieß zunächst Abaeté. Durch das Gesetz Nr. 973 vom 23. März 1880 erhielt die Gemeinde Stadtrechte und wurde aus Belém ausgegliedert. Den gegenwärtigen Ortsnamen erhielt es am  30. Dezember 1943 zur Unterscheidung eines gleichnamigen Ortes in Minas Gerais.

## Geographie
Umliegende Gemeinden sind Barcarena, Igarapé-Miri (Igarapé-Mirim) und Moju. Etwa 72 Inseln befinden sich innerhalb des Gemeindegebietes.
Das Biom ist Amazonischer Regenwald (Amazônia) mit Auwäldern.

### Klima
Die Gemeinde hat tropisches Klima mit viel Niederschlag, Am nach der Klimaklassifikation nach Köppen und Geiger. Die Durchschnittstemperatur ist 27,0 °C. Die durchschnittliche Niederschlagsmenge liegt bei 2577 mm im Jahr.
|                   | Jan  | Feb  | Mär  | Apr  | Mai  | Jun  | Jul  | Aug  | Sep  | Okt  | Nov  | Dez  |   |      |
| Temperatur (°C)   | 26,5 | 26,5 | 26,6 | 27,1 | 27,1 | 26,9 | 27,1 | 27,1 | 27,2 | 27,4 | 27,1 | 26,9 | Ø | 27,0 |
| Niederschlag (mm) | 318  | 404  | 415  | 383  | 276  | 161  | 126  | 108  | 83   | 58   | 65   | 180  | Σ | 2577 |

## Kommunalverwaltung
Die Exekutive lag von 2017 bis 2020  nach der Kommunalwahl 2016 bei dem Stadtpräfekten (Bürgermeister) Alcides Eufrásio da Conceição Negrão des MDB (früher PMDB). Er wurde bei den Kommunalwahlen in Brasilien 2020 durch Francineti Carvalho des Partido da Social Democracia Brasileira (PSDB) für die Amtszeit von 2021 bis 2024 abgelöst.
Die Legislative liegt bei einem 16-köpfigen gewählten Stadtrat, den vereadores der Câmara Municipal.

## Bevölkerungsentwicklung
| Jahr | Einwohner | Stadt  | Land   |
| --- | --------- | ------ | ------ |
| 1991 | 99.989    | 56.389 | 43.600 |
| 2000 | 119.152   | 70.843 | 48.309 |
| 2010 | 141.100   | 82.998 | 58.102 |
| 2021 | 160.439   | ?      | ?      |
| Die zur Anzeige dieser Grafik verwendete Erweiterung wurde dauerhaft deaktiviert. Wir arbeiten aktuell daran, diese und weitere betroffene Grafiken auf ein neues Format umzustellen. (Mehr dazu) |           |        |        |

Quelle: IBGE (2011)

## Durchschnittseinkommen und Lebensstandard
Das monatliche Durchschnittseinkommen betrug 2017 den Faktor 1,9 des brasilianischen Mindestlohns (Salário mínimo) von R$ 880,00 (Einkommen umgerechnet für 2019: rund 378 € monatlich). Der Index der menschlichen Entwicklung (HDI) ist mit 0,628 für 2010 als im Mittel liegend eingestuft. 
2017 waren 11.075 Personen oder 7,2 % der Bevölkerung als fest im Arbeitsverhältnis stehend gemeldet, 52,6 % der Bevölkerung hatten 2010 ein Einkommen von der Hälfte des Minimallohns. Über 34.200 Familien erhielten im Oktober 2019 Unterstützung durch das Sozialprogramm Bolsa Família.
Das Bruttosozialprodukt pro Kopf betrug 2016 8222 R$, das Bruttosozialprodukt der Gemeinde belief sich auf 1.249.255 Tsd. R$.

## Analphabetenquote
Abaetetuba hatte 1991 eine Analphabetenquote von 38,7 % (inklusive nicht abgeschlossener Grundschulbildung), die sich bei der Volkszählung 2010 bereits auf 18,6 % reduziert hatte. Rund 30,7 % der Bevölkerung waren 2010 Kinder und Jugendliche bis 15 Jahre.

## Ethnische Zusammensetzung
Ethnische Gruppen nach der statistischen Einteilung des IBGE (Stand 2000 mit 119.152 Einwohnern, Stand 2010 mit 141.100 Einwohnern):
| Gruppe      | Anteil 2000 | Anteil 2010 | Anmerkung                        |
| ----------- | ----------- | ----------- | -------------------------------- |
| Pardos      | 80.606      | ▲ 100.106   | Mischrassige, Mulatten, Mestizen |
| Brancos     | 34.128      | ▼ 30.537    | Weiße, Nachfahren von Europäern  |
| Pretos      | 3.707       | ▲ 9.578     | Schwarze                         |
| Amarelos    | 67          | ▲ 777       | Asiaten                          |
| Indígenas   | 38          | ▼ 102       | indigene Bevölkerung             |
| ohne Angabe | 608         | –           |                                  |

## Wirtschaft
Die Gemeinde steht an fünfter Stelle in Pará im Produktbereich Fischzucht (Garnelen und Speisefisch).

## Söhne und Töchter der Stadt
- Giovanni Silva de Oliveira (* 1972), Fußballspieler
- Rogério Moraes Ferreira (* 1994), Handballspieler